# Torre del Oro
Torre del Oro, Złota Wieża – została zbudowana przez muzułmanów w XIII w. w Sewilli. Ma kształt dwunastokąta. Ma 36 metrów wysokości i około 18 m szerokości. Pełniła funkcję obronną oraz była także latarnią morską
Jej nazwa pochodzi od wykorzystanego materiału, nie było to złoto, jednak sprawiało taki efekt. W rzeczywistości prawdopodobnie była to zaprawa wykonana z wapna i zmielonej słomy. Dopiero gdy chrześcijanie przejęli te tereny, dodali złotą kopułę na dachu.